# 長谷川正浩
長谷川 正浩（はせがわ まさひろ/しょうこう、1942年 - ）は日本の弁護士（東京弁護士会、全日本仏教会法律顧問）、日蓮宗僧侶。専門は日本の宗教と法。

## 略歴

### 学歴
昭和17年（1942年）、名古屋市の日蓮宗の寺院に生まれる。昭和41年（1966年）、早稲田大学第二法学部卒業（サークルは書道会）、昭和44年（1969年）同大大学院法学研究科修士課程修了（修論は宗教法人法）、昭和45年（1970年）8月、日蓮宗信行道場（身延山）を修了、同年、司法試験合格。

### 職歴
昭和48年（1973年）4月、弁護士登録（25期、名古屋弁護士会）、東海道新幹線公害訴訟原告常任弁護団に参加。5年後に日蓮宗上層部の要請で東京弁護士会に移籍。昭和62年（1987年）に日蓮宗寺院住職となり、寺院を再建する。5年間務めたのち退任。

### 役職歴
弁護士業務、東京弁護士会の会務のほか、愛知学院大学、大正大学の非常勤講師、立正大学学園の監事、全日本仏教会顧問弁護士のち法律顧問、文化庁宗教法人審議会委員、日本宗教連盟評議員、宗教法制研究会理事長を務める。

## 著作リスト
- 『寺院運営の税務相談』（民事法情報センター、1988年）
- 『だれでもできるお寺の経理』（長谷川法律事務所として、新宿アカウンティングオフィス、1991年）
- 『寺院の法律知識 - 適正な運営と紛争の予防 -』（新日本法規出版、2012年）

### 共著
- 『宗教事件と裁判 : いま司法は!? - 井上治典・遠藤誠・長谷川正浩の三弁護士が司法と教団を検証する-』（仏教タイムス社、2000年）

### 共編
- 『Q&A墓地・納骨堂をめぐる法律実務 補訂版』（藤井正雄と、新日本法規出版、2001年→2005年）
- 『葬儀・墓地のトラブル相談Q&A』（石川美明・村千鶴子と、民事法研究会、2014年→第2版、2021年）

## その他
- 大学書道会の先輩に小渕恵三総理[3]